# Ралевская сельская община
Ралевская сельская общи́на (укр. Ралівська сільська громада) — территориальная община в Самборском районе Львовской области Украины.
Административный центр — село Ралевка.
Население составляет 13 186 человек. Площадь — 232,3 км².

## Населённые пункты
В состав общины входит 23 села:
- Бережница
- Блажев
- Ольшаник
- Воля-Блажевская
- Волянка
- Глыбоч
- Городище
- Заднестрье
- Звор
- Кульчицы
- Лопушно
- Лукавица
- Малая Спрынька
- Млын
- Монастырец
- Нагорное
- Ралевка
- Сиде
- Спрыня
- Трояны
- Хатки
- Черхава
- Чуква